# Attonda nigriplaga
Attonda nigriplaga là một loài bướm đêm trong họ Noctuidae.